# Paul Adrien Bouroux
Pour les articles homonymes, voir Bouroux.
Paul Adrien Bouroux, né le 14 juin 1878 à Mézières et mort à Paris le 31 mars 1967, est un peintre, illustrateur et graveur français. 

## Biographie
Fils d'un militaire d'origine nivernaise, Paul Adrien Bouroux voit le jour dans les Ardennes où son père est alors en garnison.
Montrant des aptitudes au dessin et à l'aquarelle, il reçoit des cours dans cette discipline du receveur de l'enregistrement de Fours, où la famille est revenue s'installer, ainsi que de sa mère qui pratique aussi cet art. 
Ayant terminé ses études au collège des Barnabites de Gien, il commence une carrière dans les Impôts. Il espère y trouver assez de temps libre pour pratiquer la peinture. Ses débuts à Auxerre sont interrompus par le service militaire, qu'il effectue à Rouen de 1901 à 1902. Il y rencontre des élèves de l'École des beaux-arts de Paris qui le présentent à leur professeur Luc-Olivier Merson. Nommé receveur, il quitte l'atelier de Merson pour prendre son poste à Guillaumes. Il reste en poste pendant un peu plus d'un an et est muté à Grancey-le-Château.
Durant les trois années qui suivent, pendant ses loisirs, il va croquer la campagne aux environs de Fours et d'Avrée où réside sa mère. Il s'initie à la gravure auprès de Jules Piel et de Jules-Jacques Puyplat, et découvre les richesses et la vie artistique de Dijon, y rencontrant son maître, Victor-Louis Focillon, qui lui apprend la technique de l'eau-forte.
Paul Adrien Bouroux démissionne de l'Enregistrement en 1906, après d'heureux débuts au Salon de 1905. Il vient à Paris où il retrouve Merson et Focillon. Il expose à Paris au Salon des artistes français et obtient une mention honorable en 1908. Il est domicilié rue Madame, puis rue d'Assas.
Remarqué au Salon de 1909, l'État lui passe commande l'année suivante d'une planche, Le Panthéon et la démolition de la rue d'Ulm. Cette même année il publie à compte d'auteur un album : De Londres à Genève, croquis de voyage à l'eau-forte, soit dix planches.
La Première Guerre mondiale interrompt son activité artistique, il est mobilisé au 213e d'infanterie, puis au 43e chasseurs. Il réalise de nombreux croquis sous le drapeau et, en 1916, les présente sous une série de huit eaux-fortes intitulées Au front d'Alsace. Après la guerre il continue à travailler mais voyage également, il se rend notamment avec André Pératé en Italie en 1925. Il est membre de la Société de la gravure originale en noir, et participe à leur Salon en 1922, 1928, 1929. En 1932 il devient sociétaire de la Société de bibliophile de Saint Eloy, avec les graveurs Charles Jouas, André Dauchez et le joailler bibliophile Henri Vever. Il s'installe au no 2 rue Dupleix à Paris, dans le même immeuble que Maurice Victor Achener. Vers 1947 des problèmes de santé affectent sa vue, il continue cependant à graver jusqu'en 1964.
Le musée d'Arras lui a consacré une exposition en 1968.

## Œuvres

### Estampes
- 1905 - La Forge, effet du soir, eau-forte, Salon de 1905
- 1907 - Jardin du presbytère à Grancey, eau-forte, Salon de 1907
- 1908 - Les oies du Moulin (Morvan), eau-forte, mention honorable au Salon de 1908
- 1909 - Lisière de bois à Avrée (Morvan), eau-forte, Salon de 1909
- 1910 - De Londres à Genève, dix planches à l'eau-forte et au vernis mou, rehaussées de couleurs à la poupée, in-folio tirées à 150 ex. dont 10 avant aciérage et signés par l'artiste
- 1910 - Le Panthéon et la démolition de la rue d'Ulm, commande de l'État
- 1910 - Le Pont de la Tour de Londres, eau-forte, publiée dans la Gazette des Beaux-Arts
- 1912 - Fribourg, Neuville, eau-forte, publiée dans la Revue de l'Art ancien et moderne
- 1917 - La Cathédrale de Reims, eau-forte, 80 ex.
- 1918 - Église Sainte-Walburge, eau-forte, publiée dans la Revue de l'Art ancien et moderne

### Ouvrages illustrés par Bouroux
- Fribourg, ville d'art, texte de Joachim Joseph Berthier, Paris ; in-folio 34 x 49 cm avec 50 dessins à la plume dans le texte, eaux-fortes tirées par l'imprimerie Alfred Porcabeuf à Paris, 1912
- Au front d'Alsace, Paris au Nouvel Essor, 1916
- Sienne de André Pératé, Paris, Fontemoing, 1918
- De la mer aux Vosges, Franc-Nohain, Paris, de Boccard, 1921
- La Trappe d'Igny - retraite de J.K. Huysmans, en collaboration avec René Dumesnil, Paris, Éditions Albert Morancé, 1922
- En Flandre Maritime de Henri Cochin, Paris, Morancé, 1923
- Assise de André Pératé, Paris, Morancé, 1925
- Colette Baudoche de Maurice Barrès, Paris, chez l'artiste, 1928
- L'Oblat de J.K. Huysmans, Paris, chez l'artiste, 1930
- Commandant Michelin dans Présents 1914-1918, Unions Latines d'éditions (p.94), 1932
- Sur les chemins de la victoire de Maxime de Sars, Paris, chez l'artiste, 1934
- Le Pays de Hainaut de André Mabille de Poncheville, préface de G. Lenotre, Paris, chez l'artiste, 1935
- Rivières et Forêts vendéennes de Paul Bruzon, Paris, Librairie Auguste Fontaine, 1936
- Le Cahier vert de Maurice de Guérin (avant-propos de François Mauriac) illustré de 41 eaux-fortes, Paris, chez l'artiste, 1947
- Le marais de Monts en Vendée. Son rivage et ses îles de Jean Yole, Paris, Librairie Auguste Fontaine
- Sylvie de Gérard de Nerval, illustré de 48 eaux-fortes, Paris, chez l'artiste, 1948
- Le Manuscrit de ma mère d'Alphonse de Lamartine, Paris, chez l'artiste, 1952

### Ouvrages collectifs
- Paris, ses eaux et ses fontaines de Georges Montorgeuil, Paris, Société de Saint-Éloy, 1925
- Le voyage rustique de Charles Silvestre, Paris, Société de Saint-Éloy, 1933
- Vieilles abbayes d'Île-de-France de Louis Réau, Paris, Société de Saint-Éloy, 1955
- Almanach, cahier de vers d'Émile Verhaeren. Dans cet ouvrage interviennent, pour chaque mois de l'année, des graveurs différents : Paul Baudier, Charles Hallo, Maurice Victor Achener, Jean Frélaut, Eugène Corneau, Henry Cheffer, Adolphe Beaufrère, Josso, Pierre-Yves Trémois, Paul Lemagny, Robert Jeannisson et André Vahl, Paris, Société de Saint-Éloy, 1957
- Collection « Châteaux d'Île-de-France » d'Ernest de Ganay, Paris, Société de Saint-Éloy, 1957
- Illustrations de textes du critique Henri Cochin membre des Ateliers d'Art Sacré, de René Dumesnil, du critique d'art et écrivain Joris-Karl Huysmans, de Franc-Nohain (1872-1934)

## Salons
- 1905 : Salon des artistes français avec La Forge, effet du soir
- 1907 : Salon des artistes français : Jardin du presbytère de Grancey
- 1908 : Salon des artistes français : Les oies du moulin, paysage du Morvan, mention honorable.
- 1909 : Salon des artistes français :  Lisière de bois à Avrée (Morvan), vues d'Annecy, de la Suisse (Morat, Genève, Vaud), d'Angleterre (Hampshire, Londres)
- 1912 : Salon de la gravure originale en noire : La rue Mouffetard, épreuve acquise par l'État

## Expositions
- 1913 : galerie La Boétie, exposition des peintres de Versailles et des peintres du Paris modernes
- 1913 : galerie Reitliger, VIe Salon de la Gravure originale en noir
- Galerie André, rue des Saints-Pères, avec Robert Louis Antral, Auguste Brouet, Hermine David, Charles-Jean Hallo et Jules Émile Zingg

## Récompenses
- 1908 : mention honorable au Salon des artistes français pour une eau-forte, Les Oies du Moulin (Morvan)
- 1908 : médaille de 1re classe au Salon des artistes français
- 1929 : médaille d'or au Salon des artistes français

## Décoration
- : Croix de guerre 1914-1918, avec deux citations
- Chevalier de la Légion d'honneur (21 janvier 1836)

## Collections publiques
- Avallon
- Calais
- Dijon
- Lons-le-Saulnier
- Nevers
- Paris, musée d'Orsay
- Reims
- Saint-Ouen
- Salins-les-Bains
- Strasbourg
- Troyes
- Versailles

## Élèves
- Henri Albert Besnard (né en 1890)
- Paul Damagnez (1859-1942)

### Iconographie
- Léon Pierre Félix, Portrait du graveur Bouroux, Salon des artistes français de 1932, localisation inconnue.